# Ruhororo (vattendrag i Bujumbura Rural)
Ruhororo är ett vattendrag i Burundi.   Det ligger i provinsen Bujumbura Rural, i den centrala delen av landet, 22 kilometer sydost om huvudstaden Bujumbura.
Omgivningarna runt Ruhororo är en mosaik av jordbruksmark och naturlig växtlighet. Runt Ruhororo är det ganska tätbefolkat, med 239 invånare per kvadratkilometer.